# Neonesthes capensis
Neonesthes capensis – gatunek głębinowej ryby z rodziny wężorowatych (Stomiidae). Występuje we wszystkich oceanach z wyjątkiem północnego Pacyfiku, pomiędzy 40° N, a 55° S, na głębokościach od 70 do 1500 m. Długość tej ryby wynosi od 10 do 17 cm.